# Oberea pallida
Oberea pallida är en skalbaggsart som beskrevs av Thomas Casey 1913. Oberea pallida ingår i släktet Oberea och familjen långhorningar. Inga underarter finns listade i Catalogue of Life.